# Леван, Айви
Айви Леван (англ. Ivy Levan; род. 20 января 1987, Талса) — американская поп-певица, модель и актриса.

## Биография
Леван родилась в Талсе (штат Оклахома), впоследствии переехала в Бентонвилл (штат Арканзас). В возрасте 16 лет певица переехала в Лос-Анджелес, чтобы начать заниматься музыкальной карьерой. За это время Айви удалось поработать со многими артистами в различных жанрах, такими как Стинг, Diplo, Томислав Милишевич.

## Карьера
Айви записывается на лейбле Cherrytree Records, является частью Interscope Records. Как актриса, Леван дебютировала в 2010 году в роли Синтии в фильме «Убийственные красотки». В 16 лет Айви переехала в Лос-Анджелес, чтобы начать заниматься музыкальной карьерой.
Свой первый мини-альбом «Introducing the Dame» певица выпустила в 2013 году. Сингл «Hot Damn» достиг одного миллиона просмотров на YouTube. В январе 2015 она выпускает сингл Biscuit — первый сингл с её будущего альбома. Клип на песню вышел в тот же день. Дебютный альбом Айви Леван «No Good» вышел 7 августа 2015 года. В октябре 2016 состоялась премьера ребута фильма The Rocky Horror Picture Show: Let’s Do the Time Warp Again, где Леван исполнила роль билетерши. 9 августа 2017 года Айви Леван объявляет о смене менеджмента и переходит под крыло лейбла BMG Entertainment. 9 ноября 2018 года выходит первый сингл и видеоклип с нового мини-альбома Леван «Her». 14 декабря состоялась премьера второго сингла и видеоклипа «When I Get Home». В этот же день она объявила название нового мини-альбома «Fucc It», премьера которого состоялась 25 января 2019 года.
Сама Айви описывает свой звук как панк-рок и swamp-hop.

## Личная жизнь
Айви Леван — открытая бисексуалка.

## Дискография
| Название  | Детали                                                                                 |
| --------- | -------------------------------------------------------------------------------------- |
| «No Good» | - Дата выпуска: 7 августа 2015 - Формат: Цифровая загрузка - Лейбл: Cherrytree Records |

| Название               | Детали                                                                                    |
| ---------------------- | ----------------------------------------------------------------------------------------- |
| «Introducing the Dame» | - Дата выпуска: 4 июля 2013 - Формат: Цифровая загрузка                                   |
| «Frostbitten»          | - Дата выпуска: 6 января 2015 - Формат: Цифровая загрузка - Лейбл: Cherrytree Records     |
| «FUCC IT»              | - Дата выпуска: 25 января 2019 - Формат: Цифровая загрузка - Лейбл: BMG Rights Management |

| Название      | Год  | Альбом  |
| ------------- | ---- | ------- |
| «Biscuit»     | 2015 | No Good |
| «Killing You» | 2015 | No Good |

| Название          | Год  | Альбом  |
| ----------------- | ---- | ------- |
| «The Dame Says»   | 2014 | No Good |
| «27 Club»         | 2015 | No Good |
| «No Good»         | 2015 | No Good |
| «Best Damn Thing» | 2015 | No Good |

Другие песни:
- «Shot Thru The Heart» (2006)
- «Moving Objects» (2006)
- «Miss Solitary (Pretend)» (2006)
- «Dear Friend» (2006)
- «Birdie» (2006)
- «Rising» (2006)
- «Red» (2006)
- «Sex With Strangers» (2008)
- «All My Hate» (2008)
- «Empty» (2008)
- «Torture» (2008)
- «Fever» (2009)
- «Who Can You Trust» (2015) (главная песня к фильму «Шпион»)